# British Poultry Science
British Poultry Science is een Brits, aan collegiale toetsing onderworpen wetenschappelijk tijdschrift op het gebied van de pluimveehouderij.
De naam wordt in literatuurverwijzingen meestal afgekort tot Br. Poultry Sci.
Het wordt uitgegeven door Informa Healthcare namens de British Poultry Science Ltd en verschijnt tweemaandelijks.